# HMS Invincible (1869)
El HMS Invincible fue un Ironclad de batería central de la clase Audacious-class perteneciente a la Royal Navy británica. Fue construido por los astilleros Napier, y completado en 1870, justo 10 años después que el HMS Warrior. Estaba dotado para su propulsión tanto de velas, como de máquina de vapor.

## Diseño
Los buques de la clase Audacious estaban armados con 10 cañones de 228 mm de avancarga, a los que se sumaban cuatro cañones de 152 mm, también de avancarga. Los cañones, estaban localizados sobre las bandas, sobre dos cubiertas de 18 m en una batería central a mitad del buque. Esta zona del buque, apenas se veía afectada por el movimiento del buque, por lo que era una plataforma de tiro muy estable.

## Historial
En los primeros años de su carrera, actuó como guardacostas en Kingston upon Hull, posteriormente, fue reemplazado por su gemelo el HMS Audacious donde sirvió hasta 1886. Fue enviado a Cádiz en 1873 para evitar que los buques tomados por las fuerzas cantonalistas durante la revolución cantonal zarparan del puerto. Temporalmente, fue el buque insignia del almirante Beauchamp Seymour durante el bombardeo de Alejandría en 1882 debido a que el buque normalmente usado como tal, el HMS lexandra, tenía un gran calado que no le permitía entrar en el puerto. Proporcionó hombres para la brigada naval que posteriormente al bombardeo desembarcó, al igual que para la brigada naval de Charles Beresford en la campaña de Sudán de 1885.
Realizó un viaje a China en 1886 para transportar una nueva tripulación para el  Audacious antes de ser utilizado como guardacostas en Southampton hasta 1893. Sus máquinas fueron retirados en 1901 cuando fue convertido de depósito en Sheerness para una flotilla de destructores. En 1904 fue renombrado HMS Erebus, nombre que utilizó hasta 1906, cuando en Portsmouth fue convertido en buque de entrenamiento para ingenieros artificieros y fue renombrado Fisgard II (en 1904, el Audacious había recibido el nombre de Fisgard).
El 17 de septiembre de 1914 se hundió durante una tormenta, con la pérdida de 21 de sus 64 tripulantes, cuando era remolcado desde Portsmouth a Scapa Flow, donde iba a ser utilizado para recibir a los marineros movilizados con motivo de la Primera Guerra Mundial. Su pecio se encuentra bocabajo a 50 m de profundidad.